# Tervasaari (ö i Norra Savolax, Inre Savolax, lat 62,76, long 26,63)
Tervasaari är en ö i Finland. Den ligger i sjön Kiesimä och i kommunen Rautalampi i den ekonomiska regionen  Inre Savolax ekonomiska region  och landskapet Norra Savolax, i den centrala delen av landet, 300 km norr om huvudstaden Helsingfors. Öns area är 0,9 hektar och dess största längd är 170 meter i sydväst-nordöstlig riktning.